# Presidente de Rusia
El presidente de la Federación de Rusia (en ruso, президент Российской Федерации/президент России; tr., prezident Rossíyskoy Federátsii/prezident Rossíi), más conocido como presidente de Rusia, es el jefe de Estado de la Federación de Rusia y supremo comandante en jefe de las Fuerzas Armadas de Rusia. Aunque su presentación constitucional aparenta más neutralidad, el presidente de la Federación ejerce de facto junto con el Gobierno federal y su primer ministro el poder ejecutivo.
El presidente de la Federación es el garante de la Constitución federal y guardián de los derechos fundamentales del ciudadano, y es junto con el Gobierno el encargado de velar por la aplicación del poder del Estado en todo el territorio ruso. Salvaguarda la soberanía de la Federación y la independencia e integridad nacionales, y asegura el funcionamiento coordinado y la interacción entre las distintas instancias del poder federal. Asimismo, corresponde al presidente federal establecer, de conformidad con la Constitución y las leyes, las líneas esenciales de la política interior y exterior del país.
El actual presidente de la Federación de Rusia es el petersburgués Vladímir Putin, independiente apoyado por el partido conservador Rusia Unida, desde el 7 de mayo de 2012. El actual es su segundo mandato consecutivo por segunda vez (luego de las presidencias desde el 2000 hasta el 2008), siendo elegido en 2018 y posteriormente en 2024.

## Elección y cese

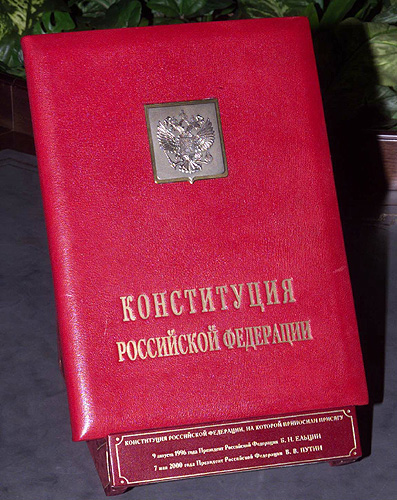
Copia presidencial roja de la constitución rusa en el 2004.

El presidente de la Federación de Rusia es elegido por los ciudadanos del país mediante sufragio libre, universal, igual, directo y secreto, en votación popular celebrada cada seis años al término del mandato presidencial. El límite de mandatos para una misma persona al frente de la presidencia federal es de dos consecutivos; no existe limitación en el caso de mandatos separados. 
Para ser elegido presidente se requiere haber cumplido 35 años y tener una antigüedad de al menos diez años de residencia ininterrumpida en Rusia.

### Juramento
Según el artículo 82 del capítulo 4 de la Constitución de Rusia, donde se regulan las elecciones del jefe de Estado, el presidente electo debe prestar este juramento durante su investidura:

Juro en cumplimiento de mis deberes como presidente de la Federación Rusa, respetar y proteger los derechos y libertades del hombre y de ciudadano, respetar y proteger la Constitución de la Federación Rusa, defender la soberanía e independencia, seguridad e integridad del Estado y servir fielmente al pueblo.
Клянусь при осуществлении полномочий Президента Российской Федерации уважать и охранять права и свободы человека и гражданина, соблюдать и защищать Конституцию Российской Федерации, защищать суверенитет и независимость, безопасность и целостность государства, верно служить народу.

## Funciones y poderes
El presidente es el jefe de Estado y su tarea principal es preservar y proteger los derechos y libertades de los rusos, garantizados por la Constitución de Rusia. El presidente dirige la política interior e internacional del gobierno de Rusia. Es también Supremo Comandante en Jefe de las Fuerzas Armadas.
El presidente otorga las condecoraciones estatales, resuelve asuntos relativos a la inmigración y tiene el poder de conceder indultos.

## Residencias presidenciales

### En Moscú y alrededores

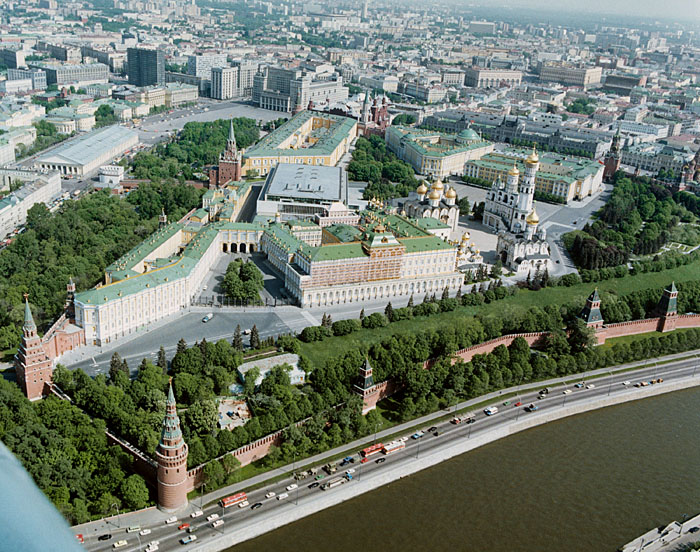
El Kremlin de Moscú, residencia oficial del presidente

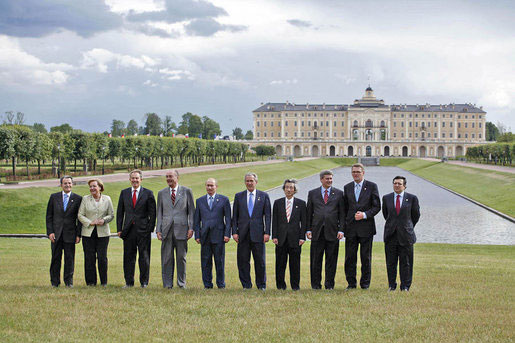
Líderes del G8, con el Palacio Konstantínovski al fondo, en la cumbre de 2006

Las principales residencias oficiales del presidente se encuentran en el conjunto del Kremlin de Moscú:
- El Palacio del Senado (en ruso Сенатский дворец, Senatski dvoréts) es el lugar de trabajo del presidente y cuenta con la Oficina Presidencial, el Salón Ceremonial, la Biblioteca Presidencial, el Salón del Consejo de Seguridad, el Salón de los Embajadores (o Heráldico) y el salón de Catalina.

- El Gran Palacio del Kremlin (Большой Кремлёвский дворец, Bolshói Kremliovski dvoréts) es usado para ceremonias oficiales y recepción de jefes de Estado, de Gobierno o el cuerpo diplomático.

- El edificio administrativo del Kremlin o edificio 14 (Административный корпус Кремля, Administrativni korpus Kremliá) alberga las oficinas del equipo de trabajo del presidente: la administración presidencial, la dirección protocolaria, la dirección de política exterior, la prensa, las oficinas del Secretario del Consejo de Seguridad, de los ayudantes y consejeros del presidente, así como la Comandancia del Kremlin y la sede de la Guardia Federal.

También en Moscú, pero no en las instalaciones del Kremlin se encuentra:
- La casa de campo Gorki-9 (Горки-9), también conocida como Barvija (Барвиха), es donde habita el presidente con su familia. Está en la localidad de Barvija (Барвихa), en la zona residencial conocida como Rubliovka (Рублёвка), 18 km al oeste del centro de Moscú. Fue la residencia del antiguo presidente Borís Yeltsin. El presidente anterior, Vladímir Putin, sigue viviendo en la otrora residencia oficial de Novo-Ogariovo (Ново-Огарёво), en la misma zona que la casa del presidente actual.[actualizar]

- Además, cerca de esta, se encuentra el Castillo Mayendorf (Замок Майендорф, Zámok Mayendorf), sede de la Secretaría de la Presidencia, que se usa para fiestas y recepciones.

### Fuera de Moscú
- El Palacio Konstantínovski (Константиновский дворец, Konstantínovski dvoréts) en el suburbio Strelna de San Petersburgo.
- La casa de verano Bocharov Ruchéi (Бочаров ручей), en la ciudad portuaria de Sochi.
- La residencia Rus (Русь) en la localidad de Zavídovo del óblast de Tver, a orillas del río Volga.
- Casa de campo en Shúiskaya Chupá (Шуйская Чупа) a 25 km al norte de Petrozavodsk, Karelia.

## Pospresidencia
El 16 de agosto de 1995, el presidente Borís Yeltsin firmó un decreto «sobre algunas garantías sociales de las personas que ocupan cargos públicos de la Federación de Rusia y el cargo de funcionarios públicos federales». El 15 de junio de 1999 fue el decreto del presidente Yeltsin sobre enmiendas y adiciones al decreto anterior. El 11 de noviembre de 1999, en aquel entonces primer ministro Vladímir Putin firmó un decreto sobre la aplicación del decreto enmendado de 15 de junio de 1999.
El 31 de diciembre de 1999, el día de la dimisión de Borís Yeltsin, el presidente emitió un decreto «con las garantías del presidente de la Federación de Rusia, dejar de ejercer sus poderes y su familia», y el 25 de enero de 2001 se aprobó la ley federal homónima.
Esta ley establece las garantías legales, sociales y de otro tipo del presidente de la Federación de Rusia, detiene la ejecución de sus poderes en relación con la expiración de su mandato o por adelantado en caso de su renuncia o incapacidad permanente por razones de salud para ejercer la poderes que le pertenecen a él y a su familia:
- Si el presidente deja de cumplir con su mandato, independientemente de la edad, tiene derecho a una paga mensual vitalicia del 75 % de la remuneración mensual como expresidente de Rusia.
- En caso de fallecimiento del Presidente, los miembros de su familia tienen derecho a una asignación mensual equivalente a seis veces la pensión mínima de vejez, establecida por la ley federal el día de su fallecimiento.
- Si el presidente deja de cumplir con su mandato, tiene inmunidad. No puede ser considerado responsable penal o administrativamente por los actos cometidos por ellos durante el ejercicio de las facultades de Presidente, así como ser arrestado, detenido, interrogado y sometido a un registro personal, si estas acciones se llevan a cabo en el curso de los procesos relacionados con la ejecución de sus poderes como presidente.

Desde 1999, todos los expresidentes vivos reciben una pensión, una oficina y un personal. La pensión se ha incrementado en numerosas ocasiones. Los presidentes jubilados reciben una pensión basada en el salario del Gobierno. Todos los expresidentes, sus cónyuges y sus hijos hasta los 16 años están protegidos por el Servicio de Protección Federal hasta la muerte del presidente. Un cónyuge que se vuelve a casar o se divorcia del presidente ya no es elegible para la protección del Servicio de Protección Federal.
En 2020, la Constitución fue enmendada para otorgar inmunidad a los expresidentes (excepto si fueron destituidos de su cargo por juicio político). Esta inmunidad puede levantarse de la misma manera que el procedimiento de acusación. Además, de acuerdo con las enmiendas, a los expresidentes (excepto si fueron destituidos de su cargo por juicio político) se les otorgó el derecho a convertirse en senadores de por vida.